# Calexit

Yes California logo

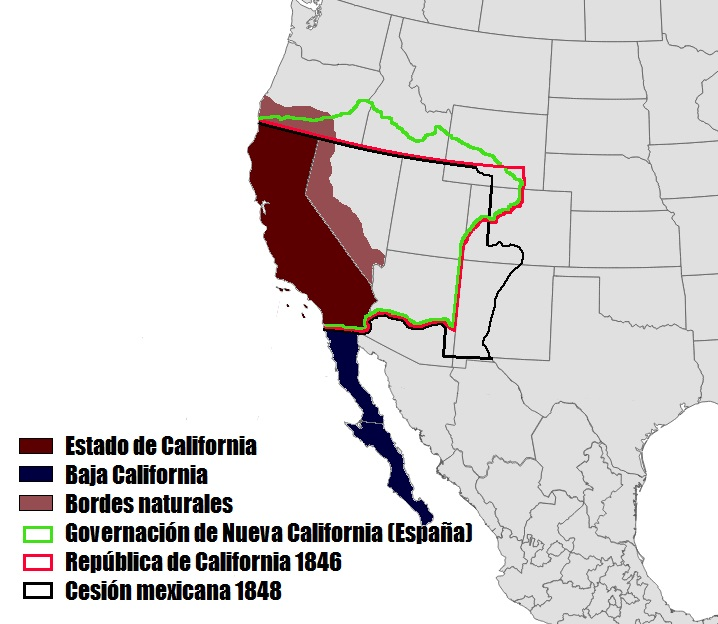
La Californie au cours des siècles.

Le Calexit est une campagne pour l'indépendance de la Californie, lancée en 2014 sous le nom de Sovereign California, rebaptisée Yes California Independence Campaign en 2015 et surnommée Calexit, Califrexit ou Caleavefornia durant la campagne pour l'élection présidentielle américaine de 2016 qui mène à l'élection de Donald Trump comme 45e président des États-Unis.
Ce mot-valise (composé des mots California — « Californie », et exit — « sortie ») est forgé sur le modèle du Brexit (vote britannique en faveur d'une sortie du Royaume-Uni de l'Union Européenne) et du Grexit (éventualité d'une exclusion de la Grèce de la zone euro).

## Historique

### Sovereign California
En 2014, l'activiste politique Louis J. Marinelli lance une campagne pour l'indépendance de la Californie intitulée Sovereign California.
Peu après, Marinelli rencontre le chercheur Marcus Ruiz Evans, auteur d'un livre appelé California's Next Century, qui plaide pour l'obtention par la Californie d'une souveraineté sous-nationale à l'intérieur des États-Unis par le biais d'un processus appelé dévolution du pouvoir. Marinelli adopte cette idée comme mission de la campagne Sovereign California et Marcus Ruiz Evans s'associe à Marinelli.

### Yes California Independence Campaign
En 2015, Marinelli et Evans rebaptisent leur campagne Yes California en s'inspirant de la campagne Yes Scotland lancée en 2014 pour obtenir un référendum sur l'indépendance de l'Écosse. Ils adoptent un logo fortement inspiré du logo blanc et bleu de la campagne Yes Scotland, dont ils reconnaissent que c'est un des nombreux éléments de la campagne écossaise qui inspirent leur campagne.
Le rebranding est terminé en décembre 2015 lorsque Marinelli et Evans publient un livre de 165 pages intitulé California’s Future: Your Guide to an Independent California, inspiré de l'ouvrage Scotland’s Future publié en 2013 par Alex Salmond, Premier ministre d'Écosse. 
La campagne Yes California Independence Campaign vise à organiser en 2019 un référendum permettant de voter pour ou contre l'indépendance de la Californie,,,,,,,, :

« En tant que sixième puissance économique du monde, la Californie est plus puissante économiquement que la France et a une  population plus importante que la Pologne. La Californie se compare et rivalise avec des pays, et pas seulement aux 49 autres États. »

Les promoteurs de cette initiative font le constat que « les États-Unis représentent bien des choses qui sont en contradiction avec les valeurs californiennes » et que « faire partie des États-Unis ne sert plus les intérêts de la Californie dans des matières comme la paix, la sécurité, les ressources naturelles et l'environnement ». Pour eux, la Californie doit rejoindre la communauté internationale et « pourrait faire plus de bien en tant que pays indépendant qu'elle ne peut en faire en tant que simple État des U.S.A. ».
La campagne gagne en intensité durant la campagne électorale pour l'élection présidentielle américaine de 2016 : en octobre 2016, Marcus Ruiz Evans déclare au Figaro : « Si Trump est élu président, les Californiens chercheront à faire sécession ».
Marcus Ruiz Evans rappelle à cette occasion les propos du gouverneur de Californie Jerry Brown qui a affirmé en mars 2016, sur le ton de la plaisanterie, « si Trump était élu, il faudrait peut-être construire un mur autour de la Californie pour se défendre du reste du pays », ajoutant « C'est une blague ! Nous n'aimons pas les murs, nous aimons les ponts »,. 
Pour Evans, l'élection de Trump est une nouvelle preuve de ce que l'Amérique est un navire en train de couler : « Notre navire peut naviguer seul ».

### Hashtag #Calexit
Dans la nuit du 8 au 9 novembre, l'organisation Yes California inonde Twitter de messages pour se faire connaître avec le hashtag #Calexit. En faisant allusion aux promesses du candidat républicain durant sa campagne, l'organisation déclare sur le site de micro-blogging : « Avec le Calexit, il n'y a pas de mur, pas d'interdiction contre les musulmans, et pas de président Donald Trump. Rejoignez notre campagne populaire ».
La même nuit, avant même la publication des résultats finaux de l'élection de Trump, l'investisseur de la Silicon Valley Shervin Pishevar, cofondateur d'Hyperloop et investisseur d'Uber et Airbnb, annonce dans une série de tweets son intention de financer une « campagne légitime permettant à la Californie de devenir une nation » si Trump l'emportait,,,. « C'est la chose le plus patriotique que je puisse faire » ajoute-t-il. Après les tweets de Pishevar, plusieurs patrons d'entreprises high-tech ont offert leur soutien à l'initiative. 
Le hashtag Calexit se répand sur Twitter dès le 9 novembre, au lendemain de l'élection de Donald Trump, une élection qui révèle une réelle division idéologique entre l'Amérique de Trump et la Californie, bastion des Démocrates, plus progressiste et plus diverse racialement, et où plus de 60 % des électeurs ont voté pour Hillary Clinton.
Cet État, qui est le plus peuplé de l'Union, qui représente 12 % de la population des USA, et qui est réputé pour son progressisme en matière de droits des femmes, d'écologie, de détention d'armes à feu, de droits des homosexuels et de légalisation de la marijuana, est aux antipodes de Donald Trump qui a mené une campagne anti-immigrants, pro-armes, niant le changement climatique et parsemée de propos sexistes et xénophobes. Sous la présidence Trump, les Californiens peuvent craindre des revers sur le droit à l'avortement, le mariage gay, l'immigration ou encore les énergies renouvelables.
Le 10 novembre, Aaron Schwabach, professeur de droit à la Thomas Jefferson School of Law de San Diego, lance sous le titre Time for Calexit? un appel à la sécession dans le San Diego Union-Tribune, un journal pourtant traditionnellement conservateur :

« It’s time for us to call it quits and go our separate ways. »

## Réactions
D'entrée de jeu, le quotidien français Le Parisien souligne que le projet a très peu de chances d'aboutir car, même si le référendum a lieu et que la proposition de sécession l'emporte, il faudrait modifier la Constitution des États-Unis, ce qui exige l'assentiment des deux tiers du Congrès des États-Unis ainsi que celle du parlement de 38 des 50 États américains,.
Pour le professeur de droit Ronald Rotunda de l'Université Chapman, cela n'arrivera pas : « Vous ne trouverez pas 38 États ! La théorie de notre Constitution depuis plus de 200 ans est : nous coulons ou nous nageons ensemble ». 
Pour Eugene Scott de la chaîne d'information américaine CNN, une sécession est hautement improbable : d'autres politiciens ont déjà évoqué par le passé la sécession de leur État, comme l'ancien gouverneur du Texas Rick Perry en 2009, mais sans succès. Mais Danny Cevallos, avocat et par ailleurs chroniqueur chez CNN, souligne que la sécession est une tradition américaine : les États-Unis se sont formés en se séparant de la couronne britannique et neuf États ont fait sécession en 1861. 
Pour le quotidien britannique The Times, l'indépendance de la Californie peut sembler être un espoir irréalisable, mais il en allait de même de l'idée d'un Président Trump.
Plus au nord, à Portland dans l'Oregon, deux citoyens ont déposé une autre pétition pour un référendum similaire sur la sécession de l'Oregon.